# Antonio Álvarez Desanti
Pour les articles homonymes, voir Antonio Álvarez, Álvarez et Desanti.
Antonio Álvarez Desanti est un homme d'affaires et homme politique du Costa Rica, actuellement affilié au Parti de la libération nationale (PLN).
Au cours de sa carrière politique, Alvarez Desanti a servi comme ministre de l'Agriculture, ministre de l'Intérieur, député et président de l'Assemblée législative. Alvarez et sa femme sont impliqués dans la production de banane dans le pays, ainsi que dans plusieurs autres secteurs commerciaux, tels que la finance et l'immobilier.

## Début de sa vie, éducation et carrière dans les affaires
Alvarez Desanti est né à San José, Costa Rica, le 6 juillet 1958. Ses parents étaient Isaías Álvarez Alfaro et Dora Desanti Arce. Alors qu'il était encore au lycée, il commença à travailler comme assistant de son oncle Jorge Desanti, dans le cabinet d'avocats de ce dernier. Après ses études, il a étudié le droit à l'université du Costa Rica. En 1981 il obtient son diplôme en droit. Il est diplômé de l'université Harvard en 1991, avec une maîtrise en droit fiscal international.
En 1978, Alvarez a fondé une petite entreprise financière et en 1980 une entreprise agro-industrielle dédiée à la post-récolte et la commercialisation de l'arachide et autres produits agricoles, tels que les noix de cajou.

## Famille et vie personnelle
En 1977, il épouse Livia Meza, une avocate, et en mai 1980 ils ont eu leur fille, Adriana. Il a divorcé Meza un an plus tard. En 1983, il épouse Nuria Marín Raventós, avec qui il eut une fille, Andrea, née en 1986.

### Accident en 2009
En décembre 2009, M. Alvarez a subi un grave accident alors qu'il circulait à vélo. Le 8 octobre 2010, M Alvarez a annoncé la publication de son livre, intitulé «  La Salida », présentant l'histoire de son combat pour passer à  cet accident.

## Carrière politique
Il a été élu président de la Fédération étudiante de l'université de Costa Rica (FEUCR, par son acronyme espagnol) en 1980. Un an plus tard, il a été il a été nommé à la campagne de Luis Alberto Monge comme trésorier national de la jeunesse du Parti de la libération nationale.
En 1985, lors de l'administration Luis Alberto Monge, il a été nommé président de FERTICA, une entreprise d'engrais appartenant à l'État de fabrication. En novembre 1985, il a été nommé président exécutif du Conseil national de la production (CNP, par son acronyme espagnol). Il a été reconduit à ce poste au cours de la première administration de M. Oscar Arias Sánchez (1986-1990).
Le 1er mai 1987, Oscar Arias l’a nommé ministre de l'Agriculture et de l'Élevage (Ministro de Agricultura y Ganaderia). En 1988, il a été nommé ministre d'État de l'Intérieur et de la Police (Ministro de Gobernación y Policía).

### Controverse concernant l’interdiction d’un congrès des lesbiennes
Alvarez Desanti suscité une grande controverse en 1990, quand il a exprimé son opposition à la célébration d'un congrès de lesbiennes au Costa Rica. Dans son rôle de ministre de l'Intérieur, Alvarez Desanti aurait annoncé qu'il ne permettra pas à des femmes étrangères de rentrer au Costa Rica pour participer à une réunion des lesbiennes et qu'il a chargé les consulats du Costa Rica de ne pas accorder des visas aux femmes qui avaient l'intention de voyager sans être accompagnées par des hommes, avertissant que toutes ces femmes seraient arrêtées à l'aéroport. Il aurait également informé les compagnies aériennes que s'ils vendaient des billets pour les femmes voyageant seules, ou apparaissant susceptibles d'assister à la réunion, elles seraient tenues de payer pour le retour de ces femmes. Selon les témoignages, pressé d'expliquer comment les lesbiennes pouvaient être identifiées à l'aéroport, Alvarez Desanti a affirmé que les femmes qui avaient les cheveux courts, portaient un pantalon et  voyageaient sans être accompagnées par un homme seraient des lesbiennes. Les organisatrices ont changé les dates et le lieu de la réunion, et le congrès a finalement eu lieu. Le congrès a reçu beaucoup de publicité négative et, selon les organisatrices, le nouveau lieu pour l'activité a été trouvé par certains opposants, qui ont jeté des pierres et ont harcelé les femmes qui y participaient. Ces accusations d'intolérance ont été vigoureusement démenties par Alvarez Desanti lui-même. Il affirme sur son site internet qu'il n'a jamais été opposé à la célébration du congrès des lesbiennes au Costa Rica. Il reconnaît avoir demandé aux organisateurs de déplacer la date de la célébration, car il était prévu pour le Vendredi saint (Pâques, étant une grande fête religieuse pour les Costariciens catholiques). À son avis, il y avait la possibilité que la réunion des lesbiennes pourrait interférer avec les processions du vendredi saint. Il ne précise pas toutefois dans son site Internet comment une rencontre informelle de peu des gens pouvait interférer avec des processions se déroulant dans des milliers de villes et villages à la fois. Il estime, cependant, qu'il a réagi aux pressions exercées par la hiérarchie catholique, qui avait vivement demandé au gouvernement de refuser le permis pour l'activité. Alvarez Desanti affirme qu'il n'était pas d'accord pour refuser le permis, mais a demandé aux organisatrices de la réunion de changer la date, afin d'éviter toute interférence avec les célébrations de Pâques. Selon ses prétentions, les organisatrices de la réunion des lesbiennes ne se sont pas montrées d'accord. En dépit des affirmations Desanti Alvarez, une interview publiée par le journal Extra le 11 avril 1990 soutient les accusations de Rothschild d'intolérance.
Selon Alvarez Desanti, bien que Rothschild a tenté de l'accuser d’être homophobe, il a été le seul candidat  présidentielle au Costa Rica ayant explicitement et publiquement déclaré son désir d'établir légalement l’union civile gay (citation nécessaire). Alvarez soutient également que durant son mandat en tant que législateur, il a écrit et soutenu une loi qui oblige les services de santé publique à traiter tous les patients séropositifs (citation nécessaire).

### Rôle présumé dans le scandale Millicom
Après avoir servi en tant que ministre du gouvernement et de la police, Alvarez a travaillé pendant plusieurs années comme avocat de Millicom, une entreprise de télécommunications. Cette entreprise avait reçu le monopole des communications cellulaires au Costa Rica pendant la première administration d’Oscar Arias (1986-1990). En 1990, une commission spéciale de l'Asamblea Legislativa  (parlement monocaméral Costa Rica) a exprimé son accord avec les dirigeants des syndicats, estimant que la concession était inconstitutionnelle. En outre, la Commission a reproché à 16 fonctionnaires de l'ICE (Instituto Costarricense de Electricidad, la compagnie de télécommunications appartenant à l’État) d'avoir agi d'une manière qui a été préjudiciable aux intérêts du pays. En 1994, la Sala IV (la plus haute juridiction traitant des questions constitutionnelles) a jugé illégales les opérations de Millicom. Selon cette décision, la firme devait cesser ses activités au Costa Rica au plus tard le 10 mai 1995. Les négociations entre le gouvernement du Costa Rica et Millicom ont été caractérisées par un chercheur (B. Bull) comme « non transparentes »  et conduisant à la création d'un monopole privé (Bull, p. 231). Dans son blog, Alvarez Desanti estime que Millicom a reçu le monopole des téléphonie cellulaire gratuitement, tandis que d'autres pays ont reçu plus de 40 millions $ US pour le droit d'exploiter des services similaires. Selon lui, le rapport (16 volumes) de la commission parlementaire a demandé des sanctions contre 20 personnes impliquées dans le scandale. Des accusations ont été portées contre l'une des personnes impliquées. Toutefois, cette personne n’a pas subi un procès, car le crime (potentiel) avait prescrit. Il affirme que son nom n'a pas été mentionné nulle part dans le rapport, ni qu'il avait aucune implication dans la décision d'octroyer à Millicom le monopole privé des communications par téléphone cellulaire au Costa Rica, décision qui a eu lieu sous la supervision de son prédécesseur, Rolando Ramirez. En dépit de ses critiques de la décision du gouvernement du Costa Rica d'accorder l'accès au marché Millicom Costa Rica en termes apparemment préférentiels, Alvarez a représenté la compagnie en tant qu’avocat. Selon lui, Millicom avait reçu une licence légale, qu’elle a opéré pendant 5 ans, ce qui rendait illégale la décision de le retirer la concession.

### Précandidat du PLN (Parti de la libération nationale) et création du parti Union para el Cambio
Dans la convention du Parti de la libération nationale (3 juin 2001), Alvarez a présenté son nom pour devenir le candidat de ce parti. Après les élections au niveau du comté  en août 2004, Alvarez Desanti décide de quitter le Parti de la libération nationale. Quelques mois plus tard, il fonde Unión para el Cambio, indiquant qu'il était en colère contre la corruption politique dans le PLN.
Alvarez Desanti était le candidat de l'union para el Cambio dans les élections présidentielles de 2006. Il a obtenu un 2,44 % du total des voix.

### Retour au Parti de la libération nationale
En 2008 Alvarez Desanti revint au Parti de la libération nationale. Il a exprimé dans cette occasion son intention de devenir le candidat du parti Liberación Nacional pour les élections de 2010, mais il a rencontré un accueil plutôt froid dans le leadership du PLN. Il a fini par donner son soutien à Laura Chinchilla, qui fut plus tard nommé comme le candidat du Parti de la libération nationale pour les élections de février 2010. Elle a été élue comme président du Costa Rica.
M. Alvarez a annoncé le 8 octobre 2010 son intention de rentrer dans la course pour la nomination comme candidat du PLN à l'élection présidentielle de 2014.